# Hnivan
Hnivan (en ukrainien : Гнівань) ou Gnivan (en russe : Гнивань) est une ville de l'oblast de Vinnytsia, en Ukraine. Sa population s'élevait à 11 850 habitants en 2023.

## Géographie
Hnivan est arrosée par le Boug méridional et se trouve à 19 km au sud-ouest de Vinnytsia et à 219 km au sud-ouest de Kiev.

## Histoire
La première mention de Hnivan remonte à 1629. Elle reçoit le statut de commune urbaine en 1938 et le statut de ville en 1981.
Hnivan a de grandes carrières de granite, une raffinerie de sucre fondée en 1877 et des centrales à béton.
La communauté juive s'élevait à 360 membres avant le début de la Seconde Guerre mondiale, soit 11 % de la population totale. La ville est sous occupation allemande en 1941, peu de temps après, un groupe d'homme juifs est assassiné dans une exécution de masse sur le terrain militaire de la ville. Les autres juifs sont contraints aux travaux forcés. Lors de l'été 1942, 90 juifs sont assassinés avec ceux des villages voisins. Ces massacres font 180 victimes. Ces exécutions sont perpétrées dans le cadre de la Shoah par balles.
L'Armée Rouge libère la ville en 1944.

## Population
Recensements (*) ou estimations de la population :
| 1923* | 1926* | 1959* | 1970* | 1979* |
| ----- | ----- | ----- | ----- | ----- |
| 1 778 | 1 982 | 4 976 | 6 951 | 8 636 |

| 1989*  | 2001*  | 2012   | 2013   | 2014   |
| ------ | ------ | ------ | ------ | ------ |
| 14 256 | 12 832 | 12 546 | 12 587 | 12 577 |